# Mario Draghi
Mario Draghi, italijanski ekonomist in politik; * 3. september 1947, Rim.
Draghi, italijanski ekonomist, je nekdanji guverner Banke Italije in predsednik Evropske centralne banke. Med 3. februarjem 2021 in 22. oktobrom 2022 je bil ministrski predsednik Italijanske republike. Na mesto je bil imenovan kot mandatar vlade narodne enotnosti. 

## Otroštvo in izobraževanje
Mario Draghi se je 3. septembra 1947 rodil v Rimu, v družini višjega sloja; njegov oče Carlo, ki se je rodil v Padovi, se je leta 1922 pridružil italijanski banki, kasneje pa je delal pri Inštitutu za industrijsko obnovo (IRI) in pri Banca Nazionale del Lavoro. Marieva mati Gilda Mancini, ki se je rodila v Monteverdeju v Kampaniji blizu Avellina, je bila farmacevtka. Mario je najstarejši izmed treh otrok; njegova sorojenca sta še umetnostna zgodovinarka Andreina in podjetnik Marcello. Ko je bil star 15 let, sta starša umrla v nekaj mesecih.
Draghi je študiral na inštitutu Massimiliano Massimo, jezuitski šoli v Rimu, kjer je bil sošolec nekdanjega predsednika Ferrarija Luce Cordera di Montezemola in televizijskega voditelja Giancarla Magallija. Leta 1970 je z odliko diplomiral iz ekonomije na rimski univerzi Sapienza, pod mentorstvom kejnzijskega ekonomista Federica Caffèja; diplomska naloga je imela naslov "Gospodarska integracija in spreminjanje deviznih tečajev". Draghi je bil v disertaciji še posebej kritičen do pripomb luksemburškega premierja Pierra Wernerja, da je evropska monetarna unija "prezgodnja". Draghi je leta 1976 doktoriral iz ekonomije na Massachusetts Institute of Technology, tokrat z disertacijo z naslovom "Eseji o ekonomski teoriji in aplikacijah" pod mentorstvom Franca Modiglianija in Roberta Solowa.

## Poklicna kariera
Po dolgi karieri akademskega ekonomista v Italiji je Draghi v osemdesetih letih pričel delati za Svetovno banko v Washingtonu, leta 1991 pa se je vrnil v Rim, kjer je prevzel položaj generalnega direktorja italijanske zakladnice. Po desetletju je to vlogo zapustil, da bi se pridružil Goldman Sachs, kjer je ostal do leta 2006, ko je bil imenovan na mesto guvernerja Banke Italije. Njegov guvernerski mandat je sovpadal z veliko recesijo 2008; vsled tega je bil izbran za prvi predsednik odbora za finančno stabilnost, globalni oblikovalec standardov, ki je nadomestil Forum o finančni stabilnosti in je bil odgovoren G20.

### Predsednik Evropske centralne banke
Obe vlogi je zapustil po tem, ko ga je Evropski svet leta 2011 imenoval za predsednika Evropske centralne banke. Instituciji je predsedoval v celotni krizi evroobmočja, po vsej Evropi pa je zaslovel z izjavo, da bo pripravljen narediti "vse, kar je potrebno", da prepreči propad valute evro. Leta 2014 je bil Draghi pri reviji Forbes uvrščen na osmo mesto najmočnejših osebnosti na svetu. Leta 2015 ga je revija Fortune uvrstila med "druge največje voditelje na svetu". Maja 2019 ga je Paul Krugman opisal kot nedvomno "največjega centralnega bančnika sodobnega časa."

### Ministrski predsednik Italije
3. februarja 2021 je sredi pandemije COVID-19 italijanski predsednik Sergio Mattarella Draghija povabil na sestavo nove vlade po odstopu Giuseppeja Conteja. Po uspešnih pogajanjih s strankami, vključno z Ligo, Gibanjem petih zvezd in Demokratično stranko, je Draghi 13. februarja prisegel kot predsednik vlade.
13. julija 2022 je Giuseppe Conte, vodja Gibanja petih zvezd (M5S) in nekdanji premier, po mesecih napetosti glede gospodarske politike, ki jo izvaja vlada, in vojaškega odziva na vojno v Ukrajini preklical podporo vlade o tako imenovanem decreto aiuti (angleško: odlok o pomoči), ki se nanaša na gospodarsko spodbudo v nasprotju s sedanjo gospodarsko in energetsko krizo, ki odpira politično krizo znotraj večine. Naslednji dan je senat odobril odlok s 172 glasovi, vendar se je M5S vzdržala in zapustila dvorano senata. Po nekaj urah, po srečanju s predsednikom Mattarello, je Draghi uradno objavil svoj odstop s položaja premierja in izjavil, da »pakt zaupanja, na katerem temelji delovanje vlade, ni uspel.« Mattarella je odstop zavrnil in Draghija povabil, naj parlamentu naslednji teden pojasni politično situacijo.
20. julija je imel Draghi govor pred senatom, v katerem je ostro obsodil stališča, ki sta jih Gibanje petih zvezd (M5S) in Lega zagovarjali zadnjih mesecih vlade. Zvečer vladi ni uspelo doseči absolutne večine pri glasovanju o zaupnici, saj so se Lega, Bratje Italije in M5S odločili, da ne bodo sodelovali pri glasovanju, kar je dejansko povzročilo padec vlade. Naslednji dan je Draghi po govoru pred poslansko zbornico uradno odstopil s položaja predsednika vlade. Mattarella je sprejel njegov odstop, vendar je Draghi ostal na položaju začasnega premierja do oblikovanja nove vlade po splošnih volitvah leta 2022. Nasledila ga je Georgia Meloni.

## Galerija
- Draghi s predsednikom ZDA Georgeem Walkerjem Bushem.
- Draghi s predsednikom vlade Nizozemske Markom Ruttejem.
- Draghi s predsednico predstavniškega doma ZDA Nancy Pelosi.
- Draghi z predsednikom Francije Emmanuelom Macronom in s predsednikom Italije Sergiom Mattarello.
- Draghi s predsednikom Brazilije Jairjem Bolsonarom.
- Draghi s predsednikom ZDA Joejem Bidnom.